# الکساندریا (داکوتای جنوبی)
الکساندریا(به انگلیسی: Alexandria) شهری در ایالت داکوتای جنوبی کشور ایالات متحده آمریکا است که جمعیت آن در سرشماری سال ۲۰۱۰ میلادی، ۶۱۵ نفر بوده‌است.